# Eduard Study
Christian Hugo Eduard Study, más conocido simplemente como Eduard Study (23 de marzo de 1862-6 de enero de 1930), fue un matemático alemán conocido por trabajar en la teoría de invariantes de las formas ternarias (1889) y por el estudio de la trigonometría esférica. También es conocido por sus contribuciones a la geometría espacial, los números hipercomplejos y por sus críticas a los primeros postulados de la química física. 

## Carrera
Study nació en Coburgo, en el Ducado de Sajonia-Coburgo-Gotha. Su familia era de ascendencia judía.
Comenzó su carrera universitaria en Jena, con estancias en Estrasburgo, Leipzig y Múnich. A pesar de su interés por la biología, especialmente por la entomología, estudió matemáticas, doctorándose en la Universidad de Múnich en 1884. Paul Gordan, un experto en teoría de invariantes desarrollaba su trabajo Leipzig, por lo que Study se trasladó allí como privatdozent. En 1888 se mudó a Marburgo y en 1893 se embarcó para una gira de conferencias en los Estados Unidos. Participó en un Congreso de Matemáticos en Chicago, organizado como parte de la Exposición Mundial Colombina, colaborando con los matemáticos de la Universidad Johns Hopkins. De vuelta en Alemania, en 1894, fue nombrado profesor extraordinario en Gotinga, tras lo que obtuvo el rango de profesor titular en 1897 en Greifswald. En 1904 fue llamado a la Universidad de Bonn para ocupar el puesto que Rudolf Lipschitz había dejado vacante. Allí se instaló hasta su jubilación en 1927. 
Study pronunció un Discurso Plenario en el Congreso Internacional de Matemáticos de 1904 en Heidelberg y otro en 1912 en Cambridge, Reino Unido.
Murió en Bonn en 1930.

## Grupo espacial euclidiano y cuaterniones duales
En 1891, Eduard Study publicó "Sobre movimientos y traducciones, en dos partes", que trata sobre el grupo euclídeo E(3). La segunda parte de su trabajo presentaba el álgebra asociativa de los cuaterniones duales, es decir, los números 
{\displaystyle q=a+bi+cj+dk\!}
donde a, b, c,  y d son los números duales y {1, i, j, k } se multiplican como en el grupo de los cuaternión. En realidad, Study uso la notación siguiente 
{\displaystyle e_{0}=1,\ e_{1}=i,\ e_{2}=j,\ e_{3}=k,\!}
{\displaystyle \varepsilon _{0}=\varepsilon ,\ \varepsilon _{1}=\varepsilon i,\ \varepsilon _{2}=\varepsilon j,\ \varepsilon _{3}=\varepsilon k.\!}
La tabla de multiplicar se encuentra en la página 520 del volumen 39 (1891) en Mathematische Annalen bajo el título "Von Bewegungen und Umlegungen, I. und II. Abhandlungen ". Eduard Study cita a William Kingdon Clifford como una fuente anterior de estos bicuaterniones. En 1901 Study publicó Geometrie der Dynamen también usando cuaterniones duales. En 1913 escribió un artículo de revisión que trata tanto E(3) como la geometría elíptica. Este artículo, "Fundamentos y objetivos de la cinemática analítica" desarrolla el campo de la cinemática, en particular exhibiendo un elemento de E(3) como una homografía de cuaterniones duales. 
El uso del estudio del álgebra abstracta se observó en A History of Algebra (1985) por B. L. van der Waerden. Por otro lado, Joe Rooney repasa estos desarrollos en relación con la cinemática.

## Números hipercomplejos
Study mostró un interés temprano en los sistemas de números complejos y su aplicación a grupos de transformación en su publicación de 1890. Abordó este tema popular nuevamente en 1898 en la Enciclopedia de Klein. El ensayo exploró los cuaterniones y otros sistemas de números hipercomplejos. Este artículo de 34 páginas fue ampliado a 138 páginas en 1908 por Élie Cartan, quien sistematizó los sistemas hipercomplejos en la Encyclopédie des sciences mathématiques pures et appliqueés. Cartan reconoció la aportación de Eduard Study, en su título, con las palabras "después de Eduard Study". 
En la biografía de Cartan de 1993 de Akivis y Rosenfeld, se lee:
[Study] definió el álgebra °H de 'semicuaterniones' con las unidades 1, i, ε, η que tienen las propiedades {\displaystyle i^{2}=-1,\ \varepsilon ^{2}=0,\ i\varepsilon =-\varepsilon i=\eta .\!}
Los semicuaterniones son a menudo denominados 'cuaterniones de Study'.
En 1985, Helmut Karzel y Günter Kist desarrollaron los "Cuaterniones de Study" como el álgebra cinemática correspondiente al grupo de movimientos del plano euclidiano. Estos cuaterniones surgen en "álgebras cinemáticas y sus geometrías" junto con los cuaterniones ordinarios y el anillo de matrices reales 2 × 2 que Karzel y Kist reconocieron como las álgebras cinemáticas del plano elíptico y del plano hiperbólico, respectivamente (consúltese "Motivación y revisión histórica" en la página 437 de Anillos y geometría, editado por R. Kaya). 
Algunos de los otros sistemas hipercomplejos con los que trabajó Study son los números duales, los cuaterniones duales y los bi-cuaterniones divididos, todos álgebras asociativas sobre R. 

## Superficies regladas
El trabajo de Study con los números duales y con las coordenadas lineales fue señalado por Heinrich Guggenheimer en 1963 en su libro Geometría diferencial (véanse las páginas 162–5). Cita y prueba el siguiente teorema de Study: 
Las rectas orientadas en R3 están en correspondencia una a una con los puntos de la esfera unitaria dual en D3. 
Más adelante se indica que: 
Una curva diferenciable A(u) en la esfera dual unitaria, dependiendo de un parámetro real u, representa una familia diferenciable de líneas rectas en R3: configurando una superficie reglada. Las rectas A(u) son los generadores o las reglas de la superficie". 
Guggenheimer también muestra la representación de los movimientos euclidianos en R3 mediante matrices duales ortogonales. 

## Métrica de forma hermítica
En 1905 Study escribió "Kürzeste Wege im komplexen Gebiet" (Caminos más cortos en el dominio complejo) para los Mathematische Annalen (60: 321–378). Algunos de sus contenidos fueron anticipados por Guido Fubini un año antes. La distancia a la que se refiere el estudio es una forma hermítica en un espacio proyectivo complejo. Desde entonces, esta métrica se ha llamado la métrica de Fubini-Study. En 1905, Study analizó cuidadosamente la geometría hermítica para distinguir los casos hiperbólicos y elípticos.

## Teoría de la valencia
Sorprendentemente, Eduard Study es conocido por los profesionales de la química cuántica. Al igual que James Joseph Sylvester, Paul Gordan creía que la teoría de los invariantes podría contribuir a la comprensión de la valencia química. En 1900, Gordan y su alumno G. Alexejeff contribuyeron con un artículo sobre una analogía entre el problema de acoplamiento para momentos angulares y su trabajo sobre la teoría de invariantes al Zeitschrift für Physikalische Chemie (v. 35, p.   610). En 2006, Wormer y Paldus resumieron el papel de Study de la siguiente manera:

La analogía, que carecía de una base física en ese momento, fue muy criticada por el matemático E. Study e ignorada por completo por la comunidad química de la década de 1890. Sin embargo, después del advenimiento de la mecánica cuántica, quedó claro que las valencias químicas surgen de los acoplamientos de espín de electrones ... y que las funciones de espín de electrones son, de hecho, formas binarias del tipo estudiado por Gordan y Clebsch.

## Publicaciones citadas
- Über die Geometrie der Kegelschnitte insbesondere deren Charakteristikenproblem. Teubner, Leipzig 1885.
- Methoden zur Theorie der ternaeren Formen. Teubner, Leipzig 1889.
- Sphärische Trigonometrie, ortogonale Substitutionen, und elliptische Functionen: Eine analytisch-geometrische Untersuchung. S. Hirzel, Leipzig 1893.
- Aeltere und neuere Untersuchungen über Systeme complexer Zahlen, Mathematical Papers Chicago Congress .
- Die Hauptsätze der Quaternionentheorie. Gaertner, Berlín 1900.
- Geometrie der Dynamen. Die Zusammensetzung von Kräften und verwandte Gegenstände der Geometrie. Teubner, Leipzig 1903.[12][13]
- Vorlesungen über ausgewählte Gegenstände der Geometrie. Teubner, Leipzig 1911[14]
- Konforme Abbildung einfach-zusammenhängender Bereiche . Teubner, Leipzig 1913.[15]
- Die realistische Weltansicht und die Lehre vom Raume. Friedr. Vieweg und Sohn, Brunswick 1914.[16]
- Einleitung in the Theorie der Invarianten linearer Transformationen auf Grund der Vektorenrechnung. Friedr. Vieweg und Sohn, Brunswick 1923.[17]
- Mathematik und Physik - Eine erkenntnistheoretische Untersuchung. Friedr. Vieweg und Sohn, Brunswick 1923.
- Theorie der allgemeinen und höheren komplexen Grossen en Encyklopädie der Mathischen Wissenschaften, enlace web a la Universidad de Gotinga .